# Lepidammodytes macrophthalmus
Lepidammodytes macrophthalmus – gatunek ryby morskiej z rodziny dobijakowatych. Jedyny przedstawiciel rodzaju Lepidammodytes.
Zasiedla wody pacyficzne wokół wysp hawajskich.
Dorasta do 16 cm długości.